# CryEngine
CryEngine es un motor de juego creado por la empresa alemana desarrolladora de software Crytek, originalmente un motor de demostración para la empresa Nvidia, que al demostrar un gran potencial se implementa por primera vez en el videojuego Far Cry, desarrollado por la misma empresa creadora del motor. El 30 de marzo de 2006, la totalidad de los derechos de CryEngine 1 son adquiridos por la distribuidora de videojuegos Ubisoft.
CryEngine 2 fue utilizado en Crysis de Crytek, y una versión actualizada en Crysis Warhead, una historia paralela de Crysis. Además, el MMORPG de Entropia Universe ha actualizado recientemente sus gráficos a la CryEngine 2. En marzo de 2009 en la Conferencia de Desarrolladores de Juegos, CryEngine 2 es el sucesor, CryEngine 3, se muestra en la Xbox 360 y PlayStation 3.
CryEngine 3 es un motor de videojuego desarrollado por Crytek para Windows, PlayStation 3 y Xbox 360.
El 11 de marzo de 2009, Crytek anunció que iba a presentar el CryEngine 3 en la Game Developers Conference de 2009, que duró desde el 25 al 27 de marzo.
El 1 de junio de 2009, fue anunciado que Crysis 2 usaría este motor. Un avance del nuevo motor fue presentado. En la edición 2010 del certamen Imagina, el motor CryEngine 3 obtuvo el premio a la mejor simulación en tiempo real.

Evolución de CryEngine

Según varios informes anónimos de abril de 2015, CryEngine recibió una licencia para Amazon por $ 50–70 millones. En consecuencia, en febrero de 2016, Amazon lanzó su propia versión modificada y ampliada de CryEngine bajo el nombre de Amazon Lumberyard.
En 2016 es presentado CryEngine V  con el que se cambia el modelo de negocio. Primero se utilizó el modelo Pay what you want, pero tiempo después se cambió a un modelo gratuito con regalías, en el que Crytek recoge un 5% de los ingresos generados de cada juego.
CryEngine V es uno de los motores gráficos de esta generación, destacando principalmente con unos de los mejores gráficos del mercado y unas físicas increíbles.

## Especificaciones técnicas
- Actualización en tiempo real para todas las plataformas en el editor sandbox
- Vegetación y terreno integrados
- Sistema de partículas en tiempo real
- Herramientas de río y suelo
- Creador de vehículos
- Soporte multinúcleo
- Iluminación dinámica en tiempo real
- Iluminación natural y sombras suavizadas
- Niebla de distancia volumétrica
- Texturas normal y parallax
- Oclusión ambiental (SSAO)
- Tecnología "Uber Shader"
- Adaptación de retina y HDR
- Motion blur y profundidad de campo
- Sistema de animación de personajes
- Cinemática inversa
- Editor de animación facial
- Esparcimiento de superficie
- Edición de inteligencia artificial
- Buscador de caminos dinámico
- Efectos naturales del mundo
- Agua tridimensional de alta calidad
- Motor físico con soporte multinúcleo integrado
- Entorno destructible
- Físicas deformables
- Físicas de soga
- Herramientas de análisis de rendimiento
- Sonidos y música dinámicos
- Audio envolvente
- Renderización de texturas de alta velocidad
- Raytracing
- Editor de UVs
- Modelado 3D

## Videojuegos que usan CryEngine
| CryEngine 1                    | CryEngine 2       | CryEngine 3                     | CryEngine V              |
| ------------------------------ | ----------------- | ------------------------------- | ------------------------ |
| Aion Online                    | Crysis            | Star Citizen                    | Hunt: Showdown           |
| Far Cry                        | Crysis Warhead    | Evolve                          | Deceit                   |
| Fibble – Flick ‘n’ Roll        | Crysis Wars       | Sonic Boom: Rise of Lyric       | Kingdom Come Deliverance |
| Aion: Ascension                | Entropia Universe | Lichdom: Battlemage             | War of Rights            |
| Far Cry: Vengeance             | Blue Mars         | Enemy Front                     |                          |
| Far Cry: Instincts - Predator  | ArcheAge          | The Cursed Forest               |                          |
| Far Cry: Instincts - Evolution | Project E:ST      | Everybody's Gone to the Rapture |                          |
| Far Cry: Instincts             |                   | Warface                         |                          |
|                                |                   | MechWarrior Online              |                          |
|                                |                   | State of Decay                  |                          |
|                                |                   | Sniper:Ghost Warrior 2          |                          |
|                                |                   | Crysis 2                        |                          |
|                                |                   | Crysis 3                        |                          |
|                                |                   | ArcheAge                        |                          |
|                                |                   | Nexuiz                          |                          |
|                                |                   | Panzar: Forged By Chaos         |                          |
|                                |                   | Cabal 2                         |                          |
|                                |                   | TimeSplitters Rewind            |                          |
|                                |                   | Homefront the revolution        |                          |
|                                |                   | Shadow of the Eternals          |                          |
|                                |                   | Project Reality 2               |                          |
|                                |                   | Monster Hunter Online           |                          |
|                                |                   | Ryse: Son of Rome               |                          |
|                                |                   | Arena of Fate                   |                          |
|                                |                   | Survived                        |                          |
|                                |                   | Robinson: The Journey           |                          |

|-